# Fury (1923)
Fury is een Amerikaanse avonturenfilm uit 1923 onder regie van Henry King. De film werd destijds in Nederland uitgebracht onder de titel Doodsvijanden.

## Verhaal
Kapitein Leyton geeft zijn zoon Boy een Spartaanse opvoeding om hem te harden. Wanneer Boy zijn vriendinnetje Minnie te hulp schiet, is hij zo tevreden over de moed van zijn zoon dat hij een hartaanval krijgt. Voordat hij overlijdt, geeft hij Boy de opdracht om zijn moeders ontrouw te wreken. 

## Rolverdeling
| Acteur              | Personage              |
| ------------------- | ---------------------- |
| Richard Barthelmess | Boy Leyton             |
| Tyrone Power Sr.    | Kapitein Leyton        |
| Pat Hartigan        | Morgan                 |
| Barry Macollum      | Looney Luke            |
| Dorothy Gish        | Minnie                 |
| Jessie Arnold       | Moeder                 |
| Harry Blakemore     | Mijnheer Hop           |
| Adolph Milar        | Yuka                   |
| Ivan Linow          | Zece                   |
| Emily Fitzroy       | Matilda Brent          |
| Lucia Backus Seger  | Mevrouw Ross           |
| Patterson Dial      | Meisje van Looney Luke |